# Storöretjärnen (Frostvikens socken, Jämtland, 716493-142589)
Storöretjärnen är en sjö i Strömsunds kommun i Jämtland och ingår i Ångermanälvens huvudavrinningsområde. Sjön har en area på 0,0369 kvadratkilometer och ligger 594,5 meter över havet.

## Delavrinningsområde
Storöretjärnen ingår i det delavrinningsområde (716440-142654) som SMHI kallar för Ovan 716380-142621. Medelhöjden är 616 meter över havet och ytan är 2,65 kvadratkilometer. Räknas de 8 avrinningsområdena uppströms in blir den ackumulerade arean 22,25 kvadratkilometer. Junsterbäcken som avvattnar avrinningsområdet har biflödesordning 3, vilket innebär att vattnet flödar genom totalt 3 vattendrag innan det når havet efter 324 kilometer. Avrinningsområdet består mestadels av skog (87 procent) och sankmarker (11 procent). Avrinningsområdet har 0,04 kvadratkilometer vattenytor vilket ger det en sjöprocent på 1,4 procent.